# الكلية الملكية الأسترالاسية لجراحي الأسنان
الكلية الملكية الأسترالاسية لجراحي الأسنان (بالإنجليزية: Royal Australasian College of Dental Surgeons، وتختصر إلى: RACDS) هي كلية للتعليم المهني لجراحي الفم والأسنان مقرها في مدينة سيدني الأسترالية.
أنشئت الكلية سنة 1965 بهدف دفع التطور المهني لأطباء الأسنان العامين والمتخصصين من خلال تنظيم دراسات وامتحانات تنتهي بمنح درجة العضوية أو الزمالة.
تمنح الكلية درجتي العضوية والزمالة في التخصصات الآتية:
1. الممارسة العامة لطب الأسنان
2. الممارسة التخصصية لطب الأسنان: في فروع طب لب الأسنان وتقويم الأسنان وطب دواعم الأسنان وطب أسنان الأطفال وطب الفم وطب أسنان ذوي الاحتياجات الخاصة وصحة الأسنان العامة.

كما تُمنح درجة الزمالة أيضًا في جراحة الفم والوجه والفكين، وهي درجة تتيح لحملها أن يُسجل كجراح فم ووجه وفكين في كل من أستراليا ونيوزيلندا.